# Anaglypha Hadriani

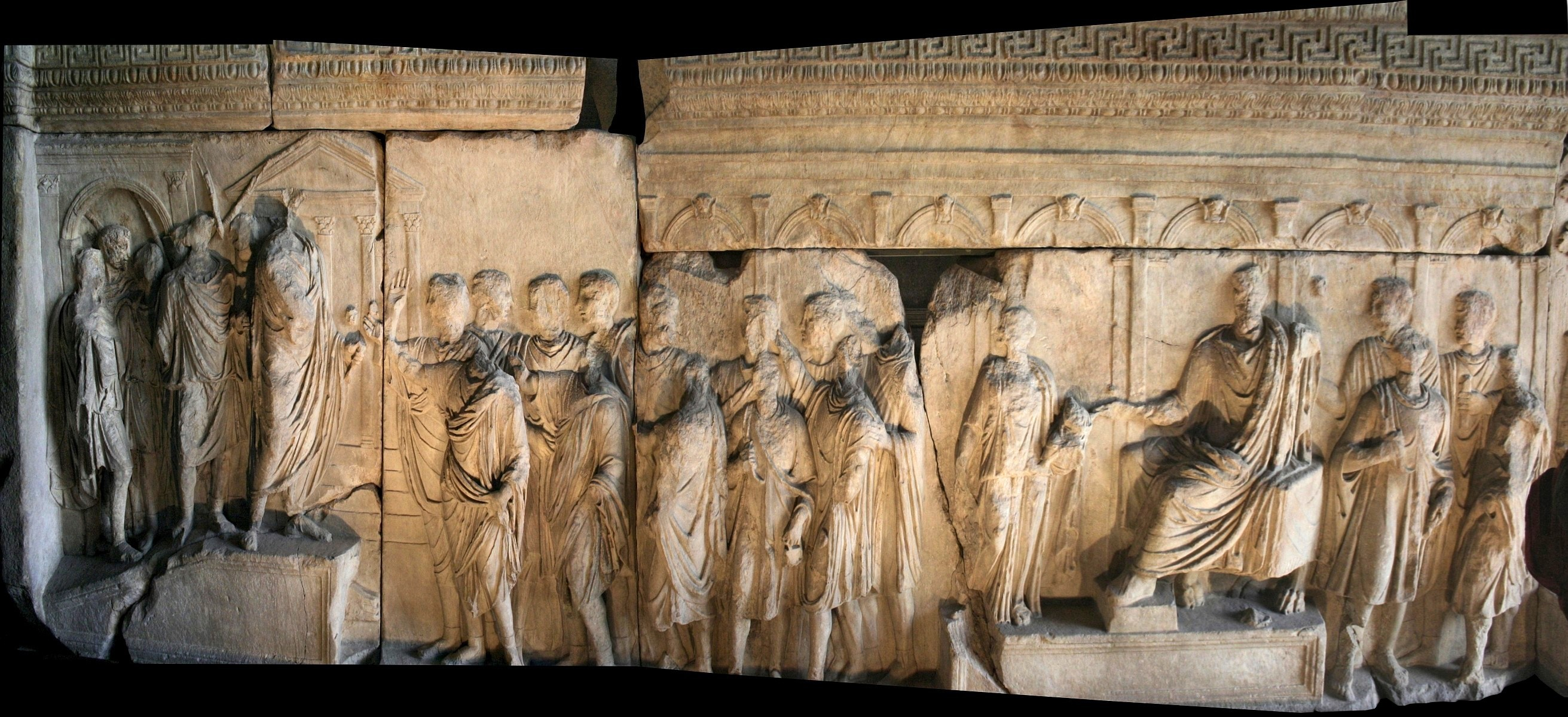
Scena z pierwszego reliefu

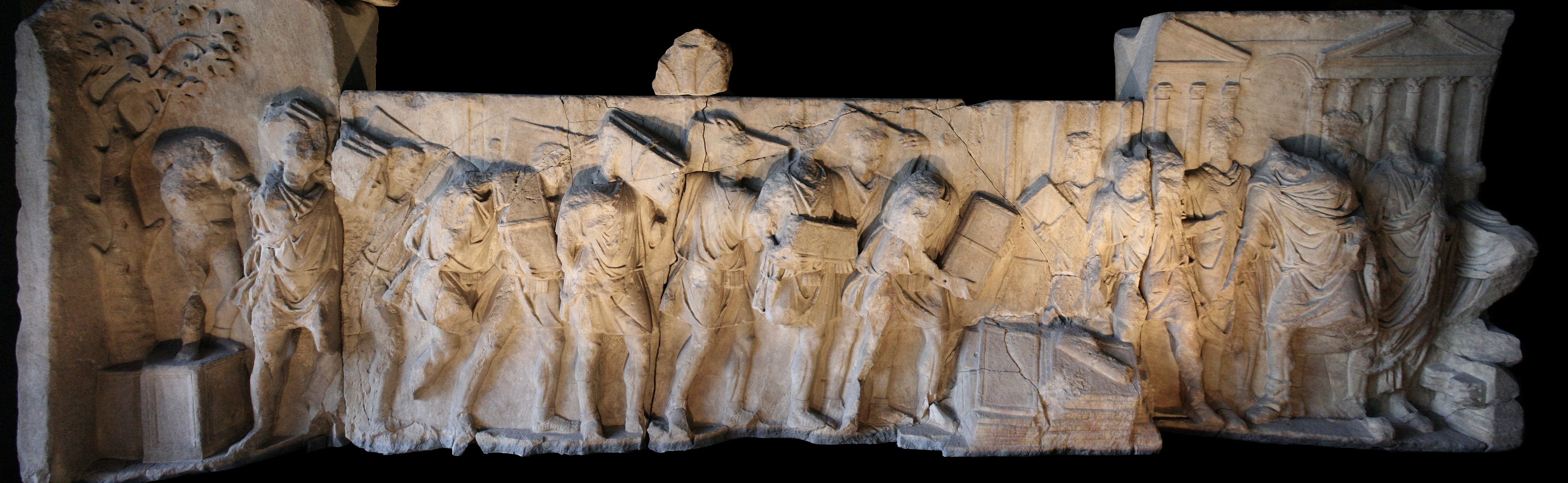
Scena z drugiego reliefu

Anaglypha (Plutei) Hadriani, czasem zwane też Anaglypha Traiani – dwie długie płaskorzeźbione płyty marmurowe pochodzące z początku II wieku, odkryte w 1872 roku na Forum Romanum. Obecnie przechowywane są w budynku Kurii.
Płyty przypuszczalnie stanowiły balustradę Rostry, stojącej na Forum Romanum mównicy. Wewnętrzne strony płyt pokryto reliefami przedstawiającymi zwierzęta ofiarne: świnię, owcę i byka, zewnętrzne natomiast scenami historycznymi. Scena z pierwszej płyty przedstawia alimentację ludności: z lewej strony widać stojącego na Rostrze cesarza (przypuszczalnie Trajana) w otoczeniu liktorów, przemawiającego do tłumu. Nieco dalej na prawo ponownie ukazano cesarza, siedzącego na umieszczonym na piedestale tronie i obdarowującego upersonifikowaną Italię, przedstawioną pod postacią kobiety z dzieckiem na ręku. Tło sceny stanowią znajdujące się na Forum Romanum budowle: świątynia Boskiego Juliusza, świątynia Kastora i Polluksa, Bazylika Julia. Na płycie drugiej przedstawiono umorzenie długów, ogłoszone przez Hadriana w 118 roku: urzędnicy znoszą na forum tablice ze spisami dłużników i palą je publicznie przed obliczem cesarza. Również na tym reliefie w tle umieszczono budowle z Forum Romanum: świątynię Saturna, świątynię Wespazjana.